# Oreotrochilus cyanolaemus
Oreotrochilus cyanolaemus (anglicky Blue-throated hillstar) je kriticky ohrožený druh kolibříka. Jeho objev byl oznámen koncem září 2018 z malé oblasti jihovýchodních And v Ekvádoru. Od ostatních kolibříků je rozlišitelný ultramarínovým zbarvením duhově lesklého krku.

## Výskyt
Druh je endemický v oblasti o rozloze cca 114 km² podél břehů potoků lemovaných křovisky na hřebenech hor (nadmořská výška necelých 3 700 m). Oblast výskytu je ohraničena říčním údolím Jubones-León na severu, resp. severovýchodě a povodím řek Puyango a Catamayo na jihu.

## Ochrana
Stav populace činí dle odhadů cca 750 jedinců. Ohrožují ji požáry, pastviny a těžba zlata.